# فضيحة جواز السفر الرمادي (تركيا)
تشير تضيحة جواز السفر الرمادي إلى مخطط للاتجار بالبشر تم تسهيله من خلال إصدار ما يسمى بجوازات السفر الرمادية التي تُمنح عادة للدبلوماسيين الأتراك وغيرهم من موظفي الخدمة المدنية للسفر إلى الخارج دون استيفاء متطلبات التأشيرة. تشير التقديرات إلى أن عدة آلاف من المواطنين الأتراك سافروا بجوازات السفر هذه إلى الخارج متنكرين في زي موظفين مدنيين ولم يعودوا. بدأت الفضيحة بمقال نُشر في صحيفة خبر تورك التركية في أبريل 2021 يركز على قضية 43 شخصًا تم تهريبهم إلى خارج تركيا عبر بلدية ملطية عن طريق هذا المخطط. اعترف وزير الداخلية التركي سليمان صويلو بأن عدة مئات من الحاصلين على جوازات سفر رمادية لم يعودوا بعد إلغاء جوازات سفرهم. علقت وزارة الداخلية إصدار جوازات السفر الرمادية لمنع المزيد من الاتجار بالبشر.

## طريقة العمل
في الحالة الأولى المبلغ عنها في ملطية، دعا شخص ألماني من أصل تركي مواطنين أتراك لحضور حدث بيئي لم يحدث لاحقًا. سيتعين على المهاجرين دفع ما بين 6000 و8000 يورو للمشاركة في الرحلة وسيتفرق معظمهم عند وصولهم إلى ألمانيا. سرعان ما ظهر أنه تم تطبيق طريقة مماثلة في بلديات تركية أخرى أيضًا. سيتم سحب جوازات السفر هذه بمجرد وصول المهاجرين غير الشرعيين إلى ألمانيا. أثارت حقيقة أن الأشخاص الذين لن يتمكنوا من الحصول على جواز سفر قانوني، وتمكنوا من الحصول على جواز سفر دبلوماسي رمادي اللون، بشكل قانوني على ما يبدو، شكوكًا في أن المخطط كان يتم بتواطؤ قليل من داخل وزارة الداخلية التركية، التي كانت مسؤولة من عملية التدقيق التي تقوم بها الوكالات المسموح لها بالإفراج عن جوازات السفر هذه.

### التطورات في ألمانيا
في ألمانيا، بدأ تحقيق في ملف الدعوات، تم التحقيق مع ثلاثين شخصًا لتورطهم في مخطط الاتجار بالبشر، ويتم التحقيق مع أكثر من مائة مهاجر تركي لدخولهم ألمانيا بشكل غير قانوني.

### التطورات في تركيا
طالب سياسيون معارضون من حزب الشعوب الديمقراطي وحزب الشعب الجمهوري وحزب الخير بتوضيح من الحكومة التركية. اتهم نائب حزب الشعب الجمهوري المعارض فيلي أغبابا حزب العدالة والتنمية بقيادة بلدية بينجول بالتورط في مثل هذه الممارسات بين عامي 2014 و2019. انتقدت ميرال أكشينار من حزب الخير حكومة حزب العدالة والتنمية للوضع الاقتصادي الذي دفع الناس للبحث عن بيئة أفضل في الخارج. لقد رُفض التحقيق البرلماني في الفضيحة من قبل حزب العدالة والتنمية وحزب الحركة القومية القومي المتطرف. أثارت الفضيحة تحقيقات في عشرات البلديات في تركيا مثل بينكل وملطية وأيضًا في مقاطعتي معمورة العزيز أو أرضروم.